# 安見氏
安見氏（やすみし）は、日本の氏族の一つ。戦国時代に河内国で活動が見られる安見氏や、江戸幕府に仕えた安見氏などがいる。

## 河内安見氏
安見氏は山城・河内・大和の国境付近に勢力を持った氏族で、河内国交野郡を本拠にしたともいわれる。
『天文日記』天文15年（1546年）9月5日条が安見氏の初見で、鷹山弘頼らと共に安見宗房が本願寺に音信を通じている。宗房の出自は不明だが、この頃、大和国の国人である弘頼と共に政長流畠山氏の河内守護代・遊佐長教に従っていた。
天文20年（1551年）に遊佐長教が暗殺されると、宗房は対立する遊佐氏被官らを排除して勢力を伸ばし、畠山氏の河内支配に欠かすことのできない人物となっていった。また、宗房は畠山氏の外交を担い、永禄8年（1565年）5月に将軍・足利義輝が三好義継らに殺害された際には、上杉氏に反三好の挙兵を呼びかけた。なお、宗房は永禄3年（1560年）1月の時点で遊佐姓を名乗っており、上杉氏宛ての書状で遊佐信教を「同名」と記している。
永禄11年（1568年）に足利義昭が織田信長と共に上洛した後、宗房は奉公衆に取り立てられた。永禄13年（1570年）、宗房が京都で活動している様子が確認できる。
宗房とは別に、河内国交野郡では安見右近の活動が見られた。右近は交野郡星田を拠点とし、永禄2年（1559年）12月に枚方寺内町で検断を行っている。永禄3年（1560年）に宗房や畠山氏が三好氏に河内を追われた際には、三好氏に従ったとみられるが、永禄8年（1565年）10月には畠山方となって大和国で活動している。その後、畠山氏と結ぶ松永久秀の配下となっていた。元亀元年（1570年）、右近は交野郡私部の交野城主を務めており、三好三人衆に対する織田方の備えとして『信長公記』に名が挙げられている。
元亀2年（1571年）、右近は松永氏により自害させられ、交野城は安見新七郎が守ることとなった。新七郎は織田政権下で北河内の有力領主の地位にあったが、天正9年（1581年）を最後に姿を消している。
豊臣政権期には安見勝之の名が見られる。勝之は松永久秀に誘殺された「河内白壁城」主の「右近信国」の子とされ、豊臣秀吉に仕えて伊予に1万石を領したと伝えられる。勝之はその後、加賀藩に仕え、子の元勝が跡を継いだ。元勝は銃術に長じていたとされており、勝之は安見流砲術の祖・安見右近丞一之と同一人物と考えられる。
この他、天正12年（1584年）の時点で河内国高安郡に所領を持つ安見左兵衛がいる。
また、上杉家の直江兼続の配下にも安見氏がおり、河内の安見氏が上杉家を頼った可能性も考えられる。

## 江戸幕府旗本安見氏
江戸時代の幕臣に安見氏がいる。本姓は藤原氏で、家紋は丸に違鷹羽、丸に十六葉菊。
『寛政重修諸家譜』には、元禄4年（1691年）に儒者として召された安見晩山から記載される。晩山は林鳳岡の門人で、字を大中、通称を文平、名を元道という。正徳4年（1714年）、晩山の養子の安見英道は7代将軍・徳川家継に拝謁し、享保16年（1731年）に晩山が死去するとその遺跡を継いだ。以後、安見氏は代々幕府に仕えた。

## 新庄藩士安見氏
出羽国新庄藩の藩士に安見氏がいる。初代・安見武左衛門（初め平四郎、のち与左衛門）は、江戸で能役者脇方の稽古をした人物で、2代藩主・戸沢正誠により召し抱えられた。武左衛門は越前大野城主に仕えた牧野与左衛門の子で、母方の姓である安見氏を名乗った。元禄14年（1701年）に150石を与えられ、その後30石加増されて御目付役を務めた。
武左衛門の後は、丹平、甚五左衛門、専蔵、拳蔵、半平と続き、文政3年（1820年）、初代武左衛門から数えて7代目の武左衛門が家督を継ぐ。武左衛門は姓名とも改めて、牧野丹平（のち平太郎）と名乗り、その跡を継いだ武膳の時に明治を迎えた。

## その他
膳所本多藩の番頭に安見氏がいる。
福岡藩士にも安見氏がおり、安見有定は筑前国の地誌『筑陽記』を編纂している。
大分県国東市にある椿八幡神社の宮司は安見家が務めた。同家に伝わる「安見文書」は市指定文化財で、田原紹忍が安見右京大夫に対し宮司職を安堵する書状などが含まれる。
慶長期（1596–1615年）の釜鋳工に安見与兵衛道有がいる。また、京都に安見治衛門を名乗る家があり、江戸時代、伊勢神宮の神宝鏡を式年ごとに鋳造していた。